# Elecciones parlamentarias de Yibuti de 1997
Las elecciones parlamentarias de Yibuti de 1997 tuvieron lugar el 19 de diciembre del mencionado año con el objetivo de renovar los 65 escaños de la Asamblea Nacional, que ejercería sus funciones por el período 1998-2003. Se trató de las cuartas elecciones parlamentarias desde la independencia del país en 1977, así como las segundas elecciones desde la instauración del multipartidismo en 1992. También se trató de los primeros comicios después del fin de la guerra civil en 1994 entre el gobierno del presidente Hassan Gouled Aptidon, acusado de favorecer los intereses del clan Issa, y la guerrilla del Frente por la Restauración de la Unidad y de la Democracia (FRUD), representativo del clan Afar.
Siguiendo los términos del acuerdo de paz firmado el 26 de diciembre de 1994, la Agrupación Popular para el Progreso (RPP), partido gobernante de Yibuti desde su independencia, no concurrió en solitario sino que presentó listas conjuntas con la facción moderada del FRUD. De acuerdo con la legislación vigente en ese momento, solo cuatro partidos políticos podían operar legalmente en el país. La facción radical del FRUD boicoteó las elecciones, denunciando que no serían libres y justas. La principal oposición electoral provino del Partido para la Renovación Democrática (PRD), presidido por Abdillani Hamariteha desde mayo luego de la muerte de su fundador, Mohamed Djame Elabe, a finales del año anterior. El Partido Nacional Democrático de Aden Robleh Awaleh, que había boicoteado las anteriores elecciones parlamentarias, resolvió participar en esta ocasión y presentó una lista en Ali Sabieh encabezada por el propio Awaleh.
A pesar de la mala situación económica, beneficiado por los recursos del estado y la falta de opositores viables, el bloque RPP-FRUD obtuvo el 78,56% de los votos y ganó la totalidad de los escaños. En la circunscripción de Ali Sabieh, el único distrito donde hubo tres listas en competencia, el bloque oficialista obtuvo el 44,43% de los votos, imponiéndose debido a la división de votos entre el PND y el PRD. La participación fue del 56,71% del electorado registrado, lo que indicó que buena parte del electorado afar continuó absteniéndose.

## Sistema electoral
Los comicios se realizaron bajo el texto constitucional y la Ley Orgánica relativa a las Elecciones de 1992. Bajo las normativas vigentes, Yibuti era una república presidencialista gobernada como una democracia representativa. La Asamblea Nacional, órgano legislativo unicameral, se compondría de 65 escaños elegidos por voto popular y directo para un mandato de cinco años por medio de un sistema de escrutinio mayoritario plurinominal. El país se encontraba dividido en cinco circunscripciones, basadas en las cinco regiones que componían Yibuti, cada una de las cuales estaría representada por un número variable de diputados en base a su circunscripción. Los partidos políticos presentarían listas electorales, y la lista más votada en la circunscripción se llevaría la totalidad de los escaños en disputa independientemente de su número de votos.
Todos los ciudadanos de Yibuti mayores de dieciocho años serían elegibles para votar, previa inscripción en una lista electoral a nivel de circunscripción en el distrito administrativo donde radicara el domicilio o residencia. Los ciudadanos yibutianos en el extranjero podían registrarse en el consulado o embajada de Yibuti en su país de residencia. No podrían votar las personas condenadas por un crimen, así como aquellos condenados por un delito a pena de prisión fija superior a tres meses o a una pena de prisión suspendida superior a un año, con excepción de las condenas por imprudencia. Asimismo, todos los votantes en pleno goce de sus derechos cívicos y mayores de veintitrés años que fuesen capaces de leer, escribir y hablar con fluidez francés o árabe podrían presentar su candidatura a miembro de la Asamblea Nacional. El presidente de la República, los comisarios, jefes de distrito y sus adjuntos, los secretarios generales del gobierno y de los ministerios, los magistrados, contralores estatales, inspectores de trabajo y educación y los miembros de las Fuerzas Armadas y de la Fuerza de Seguridad Nacional, los comisarios y los inspectores de la Policía Nacional no podrían ser candidatos.

## Resultados

### Nivel general
|  | 78.56 % |

|  | 19.19 % |

|  | 2.25 % |

|  | 97.29 % |

|  | 2.71 % |

|  | 100.00 % |

|  | 56.71 % |

### Resultados por circunscripción
|  | 64.15 % |

|  | 35.85 % |

|  | 95.46 % |

|  | 4.54 % |

|  | 100.00 % |

|  | 47.51 % |

|  | 90.30 % |

|  | 9.70 % |

|  | 99.35 % |

|  | 0.65 % |

|  | 100.00 % |

|  | 73.57 % |

|  | 44.43 % |

|  | 36.49 % |

|  | 19.08 % |

|  | 98.83 % |

|  | 1.17 % |

|  | 100.00 % |

|  | 32.92 % |

|  | 100.00 % |

|  | 97.73 % |

|  | 2.27 % |

|  | 100.00 % |

|  | 85.00 % |

|  | 100.00 % |

|  | 98.59 % |

|  | 1.41 % |

|  | 100.00 % |

|  | 78.25 % |